# Manhwabang
Manhwabang é um tipo de café na Coreia do Sul onde as pessoas podem ler manhwas (quadrinhos coreanos). É similar ao manga café existentes no Japão, onde as pessoas podem ler mangás.